# Hardysziwka
Hardysziwka (ukr. Гардишівка) – wieś na Ukrainie, w obwodzie żytomierskim, w rejonie berdyczowskim, w hromadzie Rajgródek. W 2001 liczyła 732 mieszkańców, spośród których 729 wskazało jako ojczysty język ukraiński, a 3 rosyjski.